# Compromisso pela Galiza

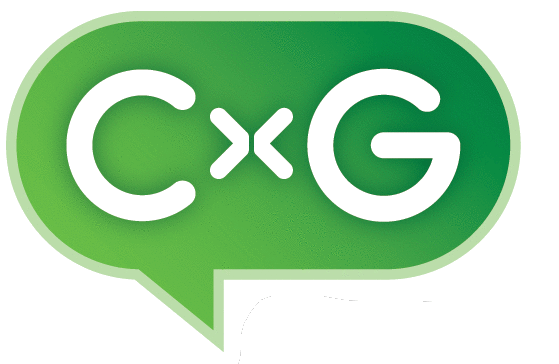
Logo de CxG.

Compromisso pela Galiza (CxG) (em castelhano Compromiso por Galicia) é um partido nacionalista galego, de centro progressista e europeista, sendo membro do Partido Democrata Europeu. 
O Secretário Geral é Juan Carlos Pinheiro.
A Mocidade Nacionalista Galega (MNG) é a organização juvenil de Compromisso pela Galiza.

## Estrutura interna
Em dezembro do ano 2012 ocorreu o seu Congresso Constituinte, sendo o seu primeiro Secretário-geral Xoán Báscuas e sendo os membros do seu primeiro Conselho Político Nacional eleitos em eleição direta. O partido usa a democracia direta para escolher as pessoas integrantes dos seus organismos.